# فقد
في علم الحركة، الفقد (بالإنجليزية: Absement)‏ هو مقياس للإزاحة المستمرة لكائن من موضعه الأولي، أي قياس المسافة والزمن المقطوعان. إن مصطلح الكلمة هو توليد من كلمات الغياب والإزاحة.